# Omo
För andra betydelser, se Omo (olika betydelser).

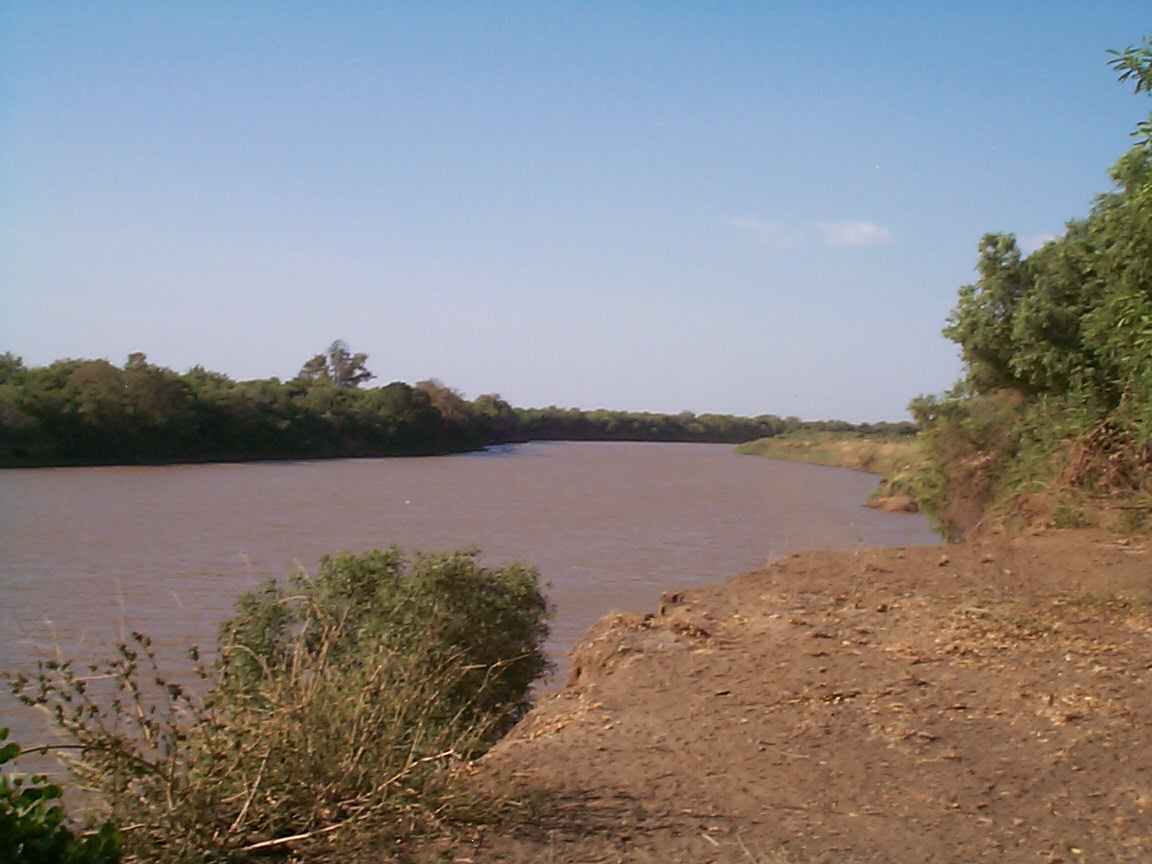
Omo

Omo är en av Etiopiens viktigare floder. 
Dess största biflod är Gibe, därtill finns några mindre som Wabi och Gojeb.
Floden springer fram på Shewas högland och är en ständig flod med många tillflöden. Den är 600 km lång och har en total fallhöjd på cirka 1 800 meter (från 2 300 meters höjd till cirka 500 meter vid sitt utlopp) och är därför en mycket snabb ström som bryts av Kokobi och andra vattenfall. Floden är farbar endast en kort sträcka ovanför sitt utlopp i Turkanasjön, en av sjöarna i Great Rift Valley.
Omo flyter under sitt lopp förbi nationalparkerna Mago och Omo vilka är kända för sina vilda djur.

## Omos nedre dalgång
Omos nedre dalgång blev 1980 uppsatt på Unescos Världsarvslista. Dalgången som utgörs av området innan flodens utlopp i Turkanasjön är känd för sina fossila fyndplatser. Särskilt intressanta är fynden av tidiga Homo sapiens (Omo 1 och Omo 2 ).